# Selección de fútbol de las Islas Cocos
La selección de fútbol de Islas Cocos es el representativo nacional de las Islas Cocos, no está afiliado a ninguna confederación internacional, por lo que solo disputa la Inter Island cup con la  Isla de Navidad. Sus partidos son organizados por la Asociación de fútbol de las Islas Cocos, que al mismo tiempo organiza la Cocos (Keeling) Islands Championship.

La Asociación de fútbol de las Islas Cocos coorganiza, junto con la Christmas Island Soccer Federation, los partidos anuales de la Inter Island Cup contra la Selección de Fútbol de Isla de Navidad. Estos son los únicos partidos internacionales en la historia de ambos equipos, en la Edición de 1994 ganó su primer título en la Inter Island Cup 1994, ganándole al cuadro de la isla de Navidad por 5-4, y más tarde ganando la edición de 2016 por 2-0.

## Record histórico
| Rival           | Juegos | Ganados | Empatados | Perdidos | GF | GC |
| --------------- | ------ | ------- | --------- | -------- | -- | -- |
| Isla de Navidad | 7      | 2       | 0         | 5        | 9  | 29 |

## Partidos
| Fecha                 | Ciudad |             | Marcador | Oponente        |
| --------------------- | ------ | ----------- | -------- | --------------- |
| 1 de julio de 1994    | -      | Islas Cocos | 1-4      | Isla de Navidad |
| 4 de julio de 1994    | -      | Islas Cocos | 4-0      | Isla de Navidad |
| 1997                  | -      | Islas Cocos | 3-10     | Isla de Navidad |
| 1997                  | -      | Islas Cocos | 0-3      | Isla de Navidad |
| 1999                  | -      | Islas Cocos | 0-4      | Isla de Navidad |
| 1999                  | -      | Islas Cocos | 1-3      | Isla de Navidad |
| 27 de febrero de 2004 | -      | Islas Cocos | 1-3      | Isla de Navidad |
| 1 de marzo de 2004    | -      | Islas Cocos | 1-0      | Isla de Navidad |
| 24 de junio de 2005   | -      | Islas Cocos | 1-0      | Isla de Navidad |
| 26 de junio de 2005   | -      | Islas Cocos | 2-0      | Isla de Navidad |
| 2016                  | -      | Islas Cocos | 0-1      | Isla de Navidad |
| 2016                  | -      | Islas Cocos | 2-0      | Isla de Navidad |
| 2017                  | -      | Islas Cocos | 0-1      | Isla de Navidad |
| 2017                  | -      | Islas Cocos | 0-1      | Isla de Navidad |

## Palmarés
Inter Island Cup 1994 (5-4)
Inter Island Cup 2016 (2-1)